# Volumen 4
Volumen 4 es el cuarto álbum del conjunto argentino de instrumentos informales Les Luthiers, lanzado en 1976.
La grabación del disco se efectuó en los estudios Ion, de la ciudad de Buenos Aires, Argentina en el mes de noviembre de 1976.
El disco tuvo dos versiones que tenían el mismo contenido, pero diferían en las tapas. La primera versión fue editada por Mastropiero Records. La obra principal, Teresa y el Oso ocupa toda una cara del disco.
Esa característica se mantuvo de allí en adelante para todos los discos de Les Luthiers.
Además de los 6 luthiers que formaban parte del grupo en aquel entonces, se sumó a la grabación una orquesta sinfónica (dirigida por Carlos López Puccio), para la interpretación de la obra Teresa y el Oso.
La grabación salió a la venta a fines de 1976, y hasta el día de hoy se puede conseguir en ediciones de distintas compañías discográficas.

## Lista de canciones
Lado A
1. Teresa y el oso (cuento sinfónico) 18:10

Lado B
1. Mi aventura por la India (guarania) 4:19
2. La yegua mía (triunfo-empate) 3:25
3. Doctor Bob Gordon shops hot dogs from Boston (fox-trot) 3:13
4. Serenata mariachi (serenata mariachi) 7:23